# Dmytro Macapura
Dmytro Serhijovyč Macapura (in ucraino Дмитро Сергійович Мацапура?; Charkiv, 10 marzo 2000) è un calciatore ucraino, portiere dello Zorja.

## Carriera
Cresciuto nel settore giovanile dello Zorja, debutta in prima squadra il 5 luglio 2020 in occasione dell'incontro di Prem"jer-liha pareggiato 2-2 contro l'Oleksandrija.

## Statistiche
Statistiche aggiornate al 18 ottobre 2021.

### Presenze e reti nei club
| Stagione        | Squadra         | Campionato      | Campionato | Campionato | Coppe nazionali | Coppe nazionali | Coppe nazionali | Coppe continentali | Coppe continentali | Coppe continentali | Altre coppe | Altre coppe | Altre coppe | Totale | Totale | Totale |
| Stagione        | Squadra         | Comp            | Pres       | Reti       | Comp            | Pres            | Reti            | Comp               | Pres               | Reti               | Comp        | Pres        | Reti        | Pres   | Reti   |        |
| --------------- | --------------- | --------------- | ---------- | ---------- | --------------- | --------------- | --------------- | ------------------ | ------------------ | ------------------ | ----------- | ----------- | ----------- | ------ | ------ | ------ |
| 2019-2020       | Zorja           | PL              | 3          | -?         | CU              | 0               | 0               |                    | -                  | -                  |             | -           | -           | 3      | -?     |        |
| 2020-2021       | Zorja           | PL              | 3          | -?         | CU              | 0               | 0               |                    | -                  | -                  |             | -           | -           | 3      | -?     |        |
| 2021-2022       | Zorja           | PL              | 14         | -?         | CU              | 1               | -?              | UEL+UECL           | 1+3                | 0                  |             | -           | -           | 19     | -?     |        |
| Totale carriera | Totale carriera | Totale carriera | 20         | -?         |                 | 1               | -?              |                    | 4                  | 0                  |             | -           | -           | 25     | -?     |        |